# Dětaň
Dětaň je malá vesnice, část městyse Nepomyšl v okrese Louny. Nachází se asi 3 km na jih od Nepomyšle. V roce 2021 zde trvale žilo 6 obyvatel.
Dětaň je také název katastrálního území o rozloze 4,62 km².

## Historie
První písemná zmínka o obci pochází z roku 1401.

## Geologie
Asi 900 m jihozápadně od osady se nachází komplex dvou lomů. Původně čedičový lom je využíván jako skládka odpadů, ale severněji položený a vytěžený kaolinový lom je částečně zatopen jezírkem a v jeho stěně lze pozorovat ukázku styku kaolinických souvrství s nadložními sedimenty a pyroklastiky Doupovských hor. Část odkrytého profilu obsahuje úlomky petrifikovaných kostí a dřev.

## Obyvatelstvo
Při sčítání lidu v roce 1921 zde žilo 169 obyvatel (z toho 87 mužů), z nichž bylo 29 Čechoslováků, 139 Němců a jeden cizinec. Všichni se hlásili k římskokatolické církvi. Podle sčítání lidu z roku 1930 měla vesnice 157 obyvatel: 34 Čechoslováků, 118 Němců a pět cizinců. Kromě čtyř členů církve československé a tří lidí bez vyznání byli římskými katolíky.
|                                                                        | 1869 | 1880 | 1890 | 1900 | 1910 | 1921 | 1930 | 1950 | 1961 | 1970 | 1980 | 1991 | 2001 | 2011 | 2021 |
| ---------------------------------------------------------------------- | ---- | ---- | ---- | ---- | ---- | ---- | ---- | ---- | ---- | ---- | ---- | ---- | ---- | ---- | ---- |
| Obyvatelé                                                              | 209  | 207  | 192  | 164  | 159  | 169  | 157  | 64   | 110  | 23   | 27   | 18   | 13   | 6    | 6    |
| Domy                                                                   | 22   | 22   | 25   | 24   | 25   | 26   | 26   | 18   | .    | 6    | 4    | 11   | 6    | 4    | 4    |
| Počet domů z roku 1961 je zahrnut v celkovém počtu domů obce Nepomyšl. |      |      |      |      |      |      |      |      |      |      |      |      |      |      |      |

## Pamětihodnosti
- Přírodní rezervace Dětanský chlum je náhorní plošina na stejnojmenném vrchu (540 m n. m.) se zakrslou doubravou a teplomilnou květenou.[9][10]
- Boží muka na návsi

## Galerie

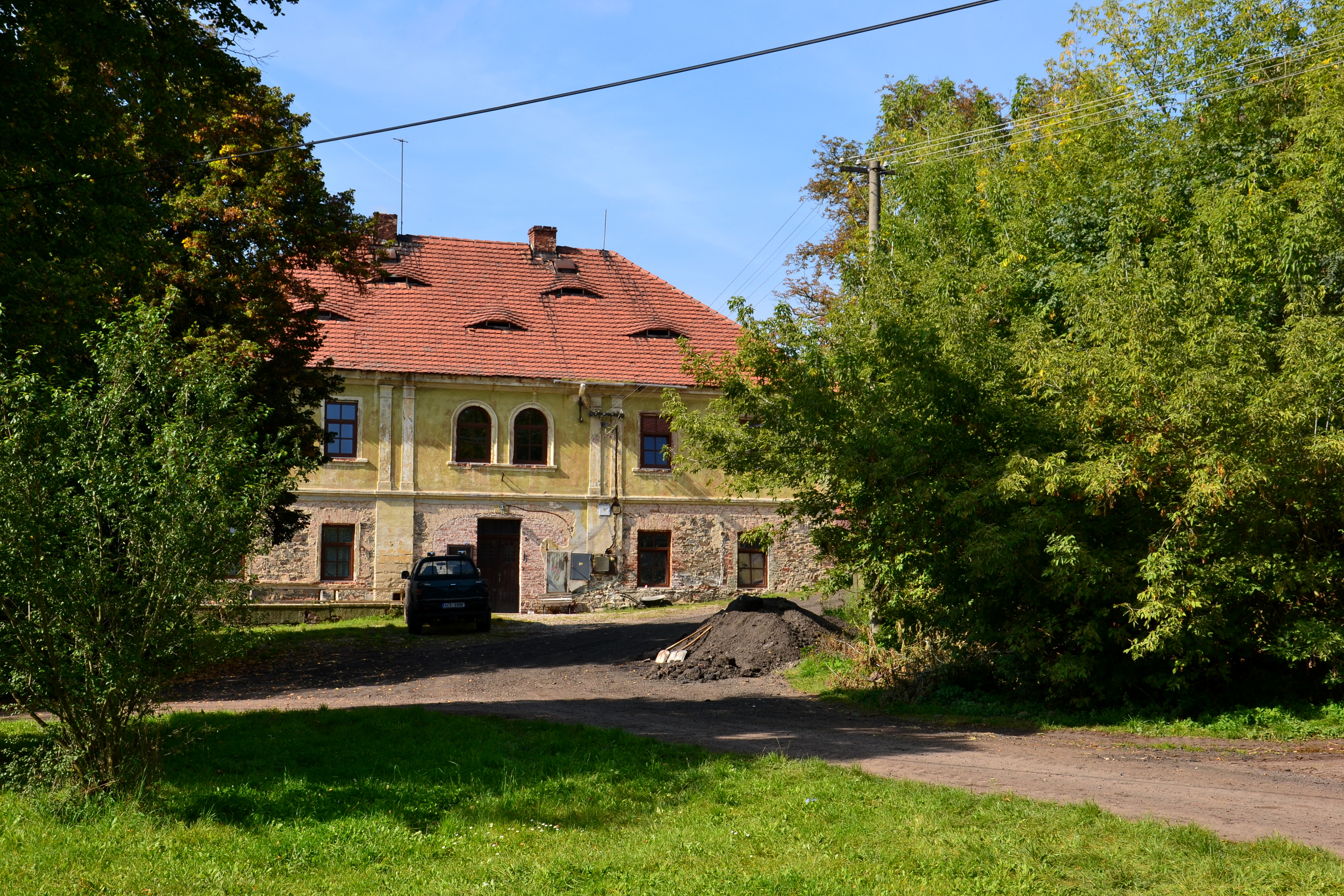
Dům na západní straně návsi
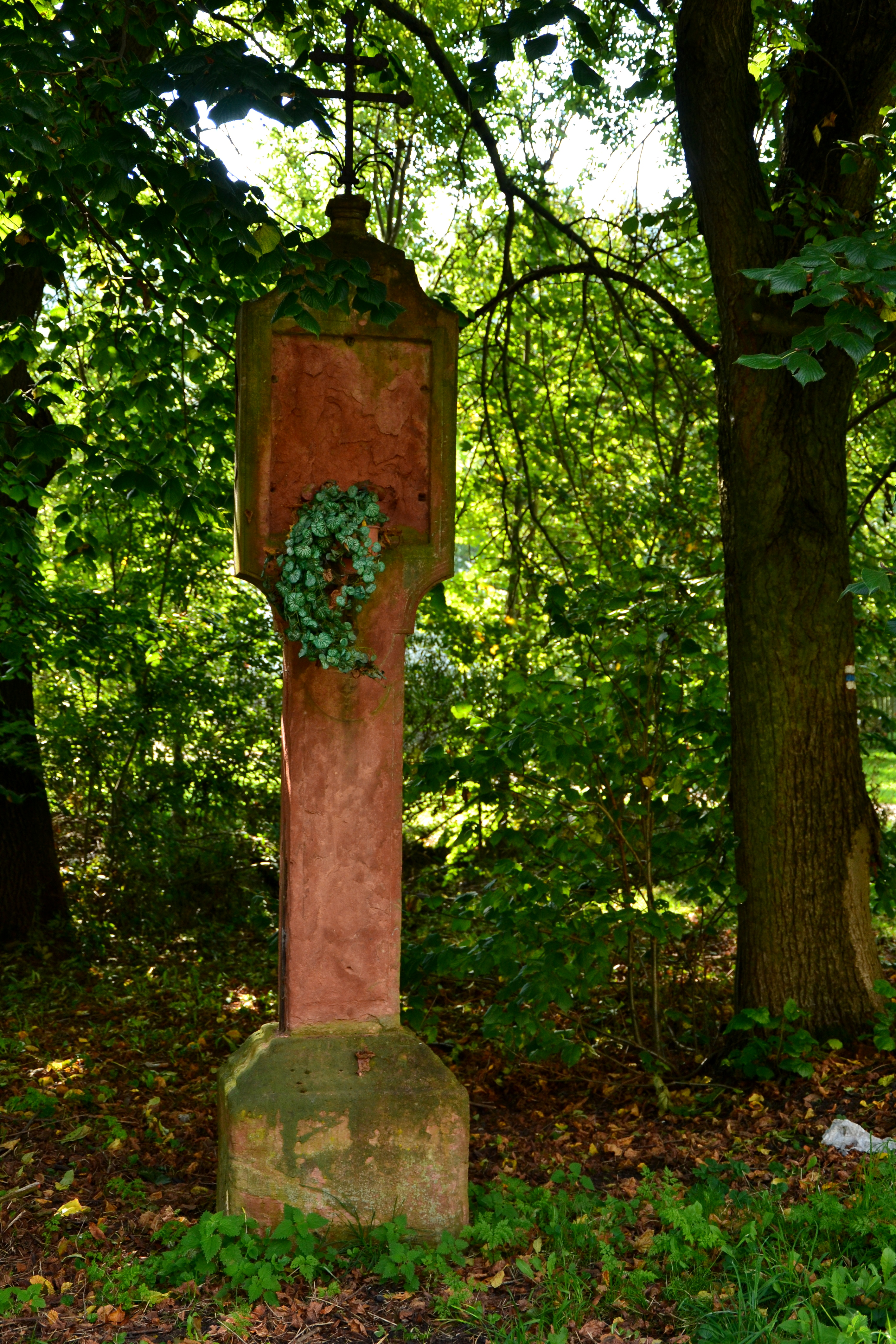
Boží muka
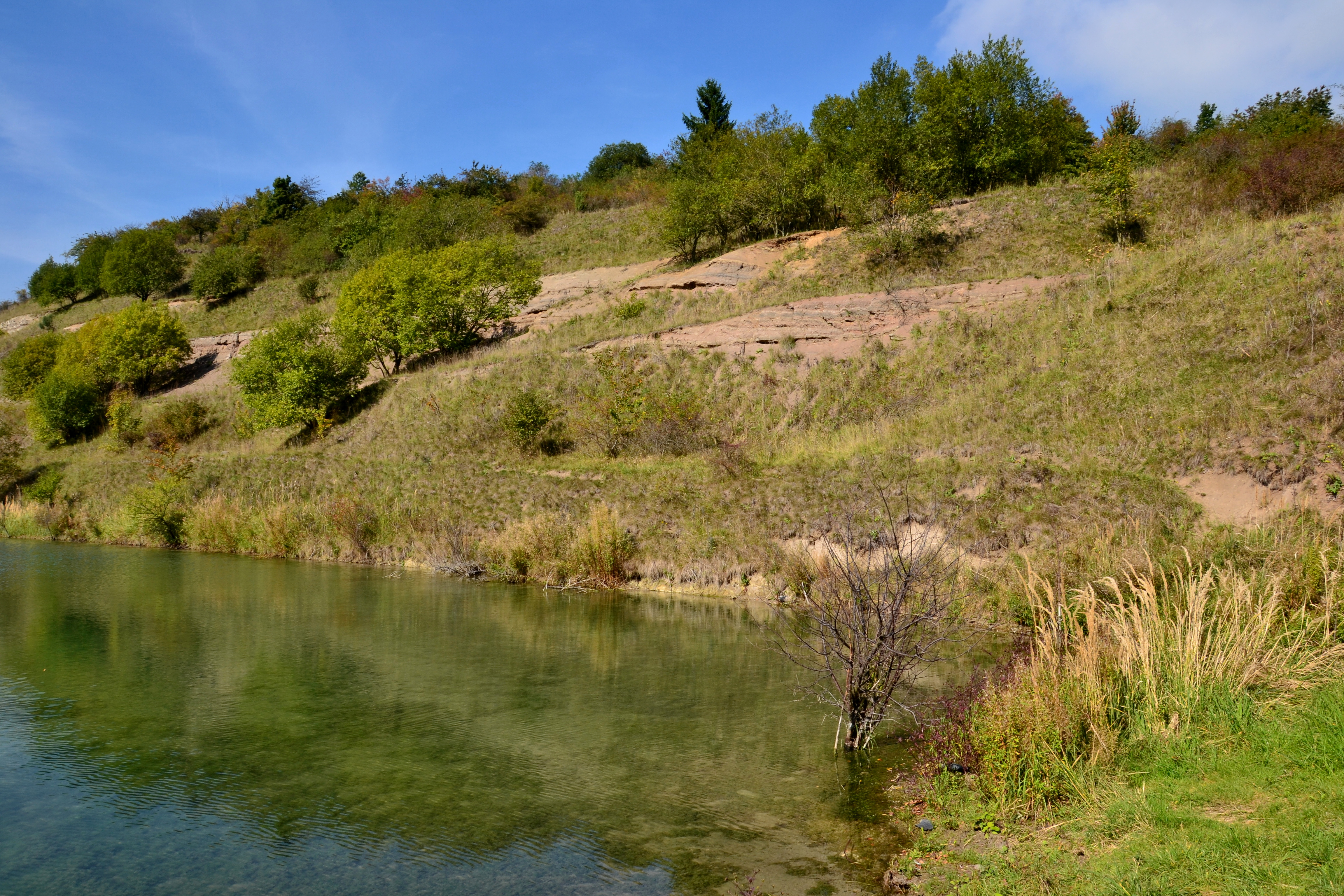
Zatopený lom